# ديفيد درايمان
ديفيد درايمان هو مغني وكاتب أغاني أمريكي ولد في 13 مارس 1973، أشتهر كونه قائد فرقة ديستربد.